# Empreinte environnementale de la RFID
L'empreinte environnementale de la RFID caractérise la pression qu'exerce la production d'étiquettes électroniques (aussi appelées puce RFID), sur l'environnement. Pour être complète, l'étude de la pression environnementale de la RFID doit, en outre, prendre en compte les objectifs écologiques auxquels elle peut significativement contribuer.
En effet, à l'instar de toute production industrielle, la production de puces RFID consomme des ressources naturelles et produit des gaz à effet de serre. Il n'y a malheureusement à ce jour que très peu d'études portant sur l'impact environnemental direct de la production et du recyclage de cette technologie.
Cependant, la RFID connaît un essor, notamment pour répondre aux enjeux environnementaux, au sein des chaînes de production, dans la gestion des déchets ainsi que dans le domaine du transport et de la géolocalisation. 
De nombreuses études, concordantes, témoignent d'usages ayant des visées écologiques.

## Coûts environnementaux de la RFID
À l’exception de quelques lignes dans l’aide-mémoire de l’OMS et de quelques autres dans le rapport du SCENIHR (2007), il n’existe pas de données spécifiques concernant les impacts environnementaux de la technologie RFID. 
Ce manque de données implique donc un manque de connaissance sur l'impact direct qu'a cette technologie sur l'environnement.
D’une manière générale, les références aux impacts sur l’environnement des champs électromagnétiques sont elles aussi extrêmement succinctes.
Quelques études traîtent cependant des coûts de production ainsi que des coûts de recyclage.

### Coûts de production
La production de puces RFID a un impact direct sur l'environnement en nuisant à l'écosphère et un impact indirect par la perte de matières premières.
Les matériaux utilisés pour la conception de puces RFID sont variés et ont différentes empreintes carbone :
| Composant          | Matériau                    | Empreinte carbone |
| ------------------ | --------------------------- | ----------------- |
| Matériau de façade | Polypropylène               | 3.50 kgCO2/kg     |
| Matériau de façade | Papier                      | 1.35 kgCO2/kg     |
| Adhésif            | Acrylate                    | 3.34 kgCO2/kg     |
| Adhésif            | Polyuréthane                | 3.34 kgCO2/kg     |
| Circuits intégrés  | Silicium                    | 85.41 kgCO2/kg    |
| Circuits intégrés  | Or                          | 18722.00 kgCO2/kg |
| ACP                | Epoxy                       | 3.34 kgCO2/kg     |
| ACP                | Nickel                      | 5.94 kgCO2/kg     |
| Aérien             | Cuivre                      | 3.97 kgCO2/kg     |
| Aérien             | Aluminium                   | 14.90 kgCO2/kg    |
| Aérien             | Argent                      | 155.48 kgCO2/kg   |
| Aérien             | Agent de liaison            | 3.34 kgCO2/kg     |
| Substrat           | Polytéréphtalate d'éthylène | 3.18 kgCO2/kg     |

De plus, certains de ces matériaux peuvent être recyclés afin d'avoir un moindre impact sur l'environnement.

### Coûts de recyclage
Avec des encres conductrices à base de carbone pour les antennes et un substrat fondé sur des plastiques et papiers, la majeure partie de l'étiquette RFID peut être biodégradable et respectueuse de l'environnement.
Étant en partie biodégradable, ces étiquettes ont moins d'impact sur l'environnement que des étiquettes faites de matières plastiques et de métaux.
Les impacts environnementaux directs des étiquettes RFID sont à ce jour très peu documentés. 
Cependant, cette technologie est de plus en plus utilisée pour réduire d'autres impacts environnementaux dans l'industrie mondiale.

## Usages environnementaux
Les technologies de l'information et des communications (TIC) sont considérées comme ayant un impact négatif sur l'environnement.
Naturellement, la technologie RFID a gagné une réputation similaire.
Or, la RFID est également l'une des principales technologies de l'informatique omniprésente, qui consomme assez d'énergie pour avoir un impact négatif sur l'environnement.
La technologie RFID a donc été utilisée dans le but de réduire tout impact négatif sur l'environnement.
La motivation, l'exécution, les défis et l’impact des projets utilisant la RFID sont mis en évidence dans l'analyse The Green Potential of RFID.
Cette analyse montre une étude de cas afin d'apprécier les potentiels écologiques de la RFID.
L'étude montre que la majorité des projets ont été motivés par un mélange d'intérêt et de pression pour améliorer la santé, l'environnement et conclut sur l'idée suivante: «Si la RFID est verte, comment peut-elle être plus verte encore».
La technologie RFID a cependant des impacts positifs sur l'environnement par ses applications dans certains domaines développés ci-après.

### Environnement
Des puces RFID peuvent être insérées dans des arbres pour surveiller les espèces, les dates de plantation ou encore d'élagage.
C'est le cas à Paris, où la municipalité surveille plus d'un millier d'arbres grâce à des puces RFID.
D'autre part, la NASA (National Aeronautics and Space Administration, ou Administration nationale de l'aéronautique et de l'espace) développe des capteurs RFID passifs pour les utiliser dans des structures gonflables en ayant le moins d'impact possible sur l'environnement. 
Ces recherches sont faites pour de futurs habitats spatiaux dans la station spatiale internationale et sur la lune.
La technologie RFID peut également être utilisée pour surveiller la faune. 
Par exemple, des puces RFID couplées à un réseau ZigBee permettent de surveiller les oiseaux marins de l'Océan Pacifique.
Ces exemples nous montrent qu'un utilisation verte de la RFID est tout à fait possible.
Les puces RFID sont également de plus en plus utilisées dans chaînes de production afin de réduire les impacts environnementaux dès le début du cycle de vie d'un produit.

### Chaînes de production
Depuis 2010, Walmart Stores travaille avec des fournisseurs de jeans pour être en mesure de suivre ces éléments en utilisant des étiquettes RFID.
Cette collaboration a pour but d'optimiser la gestion des stocks et indirectement de réduire les émissions de CO2.
Nestlé, quant à lui, utilise le contrôle de la température par RFID pour réduire le gaspillage, améliorer la qualité et réduire les coûts liés à l'énergie.
La technologie RFID aide également les constructeurs automobiles dans la mise en place de systèmes de gestion au sein de leurs chaînes d'approvisionnement afin d'obtenir des véhicules plus respectueux de l'environnement. 
Ces systèmes de gestion sont aussi utilisés en fin de vie des véhicules pour obtenir un meilleur taux de recyclage et de récupération.

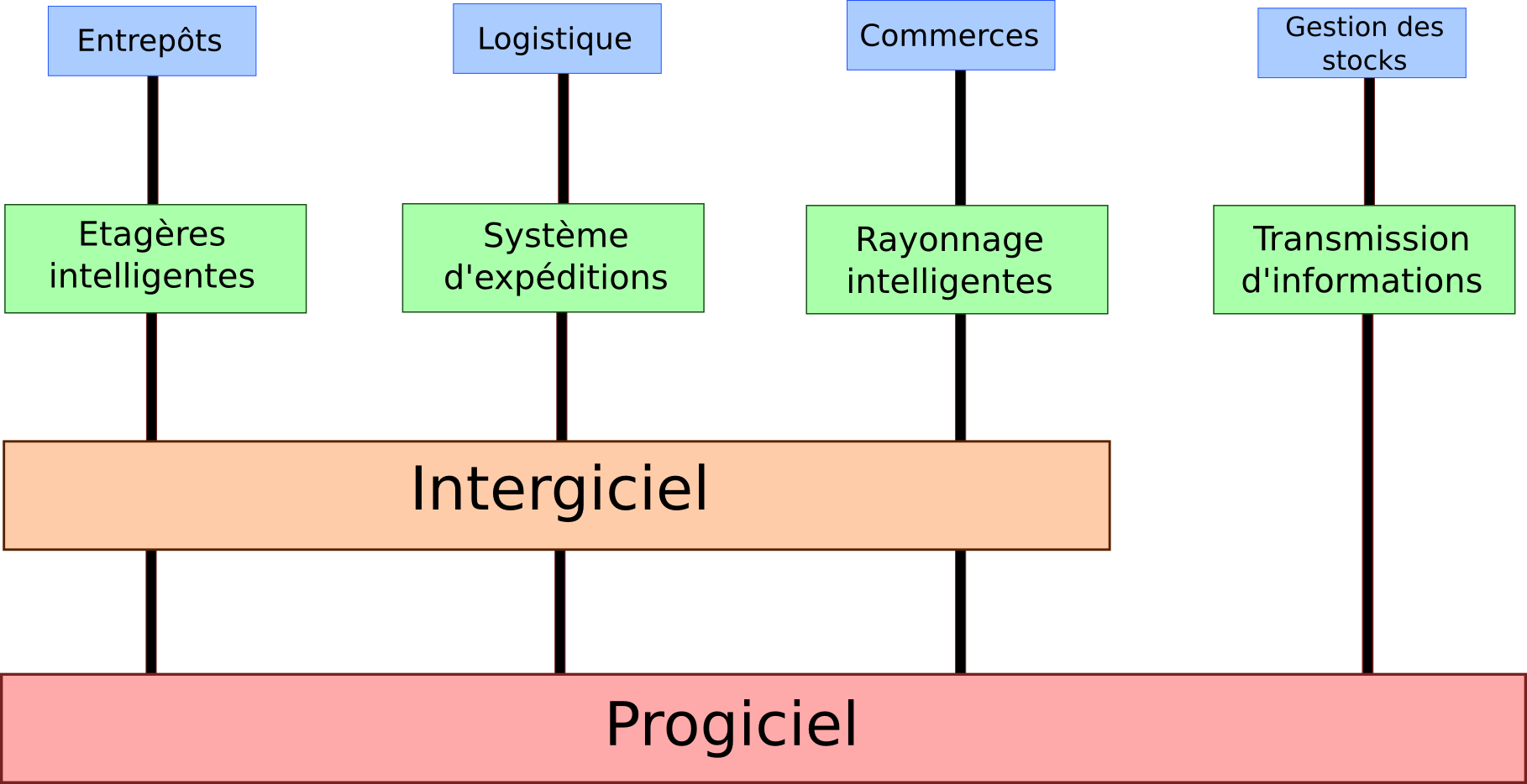
Exemple d'utilisation de la RFID dans un domaine commercial

Dans l'illustration ci-dessus, la RFID permet de gérer les stocks des entrepôts par le biais d'étagères équipées de lecteurs RFID, de gérer les envois et la réceptions d'article et également de gérer l'inventaire d'un commerce grâce à un rayonnage intelligent équipé de lecteurs RFID. Toutes ces informations sont récoltées et traitées par les logiciels du commerce afin d'avoir une vue d'ensemble des stocks du commerce.
De plus, à la fin de leur cycle de vie, les produits (devenus des déchets) sont parfois liés à la technologie RFID lors de leur gestion en tant que déchets.

### Gestion des déchets
Une étude préliminaire (RFID Potential Impacts and Future Evolution for Green Projects) montre qu'une combinaison adéquate de la RFID, d'un système d'information géographique (SIG) et de la communication mobile comme le GSM (Global System for Mobile Communication, ou Groupe spécial mobile) pourrait offrir une solution intéressante pour résoudre beaucoup de problèmes liés aux déchets :
- La collecte
- La surveillance
- Le coût et l'accélération de la gestion

Dans certaines villes européennes, les poubelles résidentielles sont équipées de puces RFID. 
Les camions poubelles, équipés de lecteurs RFID, identifient les poubelles ramassées grâce à leurs puces RFID.
Cette gestion des déchets par la RFID permet une meilleure surveillance de leur nature et de leur quantité afin d'optimiser leur traitement.
Les déchets nucléaires sont aussi surveillés par des puces RFID.
Par exemple, le laboratoire Argonne National a déployé un capteur RFID embarqué pour suivre et surveiller les paquets de matériels nucléaires ou radioactifs afin d'obtenir une meilleure traçabilité.
Cette surveillance permet donc d'éviter des catastrophes environnementales.
Mais la technologie RFID intervient également dans l'un des maillons de notre société, qui est le domaine du transport.

### Transport et localisation
De nombreuses entreprises Européennes, poussées par l'EU ETS (European Union Emission Trading Scheme, ou Système communautaire d'échange de quotas d'émission), se tournent vers la RFID pour localiser écologiquement des objets physiques de leurs chaînes logistiques.
Une entreprise comme « Airfield Architect » propose de mettre la RFID au service des processus industriels et de la chaîne d'approvisionnement. 
Ils stipulent que les applications RFID permettent de sécuriser les flux de travail, d’améliorer le traitement de déchets et de gagner du temps de manutention et de transport. 
Ainsi, la RFID participe à la réduction des émissions de gaz à effet de serre en réduisant la consommation d'énergie.
Avec des capteurs RFID, les entreprises peuvent tracer les étapes de transport d'un produit, mais aussi avoir un aperçu des conditions rencontrées par ce produit lors de son passage à travers la chaîne d'approvisionnement. 
Elles peuvent alors prendre des décisions cohérentes concernant le produit comme l'optimisation des durées de vie ou encore des prix promotionnels et finalement atteindre une meilleure qualité et une meilleure utilisation des produits suivis.
C'est un plus pour le consommateur et pour les entreprises car cette technologie augmente la rentabilité.
Les applications de la RFID dans les transports (péages payants, gestion de l'encombrement des routes et tarification des zones) offrent déjà des avantages environnementaux significatifs.
L'utilisation de la RFID en remplacement du système de codes barres de Walmart a réduit ses émissions de CO2 de 3,2 % car ses camions de distribution ont fait moins de voyages grâce à une meilleure visibilité et traçabilité des produits et une meilleure gestion des stocks.
La RFID se démocratise donc dans les différents domaines du transport.